# Groupe de NGC 5504
Le groupe de NGC 5504 comprend au moins trois galaxies situées dans la constellation de de la Bouvier. La distance moyenne entre ce groupe et la Voie lactée est d'environ 80,8 Mpc (∼264 millions d'al).

## Membres
Le tableau ci-dessous liste les trois galaxies du groupe de NGC 5504 mentionné dans un article publié en 1999 par White et all.
| Nom                   | Classification | Type                  | α (J2000.0)   | δ (J2000.0) | Vitesse radiale (km/s) | Magnitude apparente | Distance (Mpc) | Diamètre (kal) |
| --------------------- | -------------- | --------------------- | ------------- | ----------- | ---------------------- | ------------------- | -------------- | -------------- |
| NGC 5504              | SAB(s)bc       | Spirale intermédiaire | 14h 12m 15.8s | 15° 50′ 31″ | 5244 ± 1               | 13,0                | 80,9 ± 5,7     | 90             |
| IC 4383               | SAB(rs)c pec   | Spirale intermédiaire | 14h 12m 12.7s | 15° 52′ 08″ | 5230 ± 4               | 14,5                | 80,7 ± 5,7     | 49             |
| PGC 50713 (NGC 5504C) | Sdm?           | Spirale magellanique  | 14h 12m 15.8s | 15° 52′ 46″ | 5249 ± 6               | 14,7                | 80,9 ± 5,7     | 91             |

Le site DeepskyLog permet de trouver aisément les constellations des galaxies mentionnées dans ce tableau ou si elles ne s'y trouvent pas, l'outil du site constellation permet de le faire à l'aide des coordonnées de la galaxie. Sauf indication contraire, les données proviennent du site NASA/IPAC.